# Hàng không năm 1940
Đây là danh sách các sự kiện hàng không nổi bật xảy ra trong năm 1940:

## Sự kiện

### Tháng 1
- 6 tháng 1 - trung úy Phần Lan Jorma Sarvanto bắn hạ 6 chiếc máy bay ném bom Tupolev DB-3 của Liên Xô trong một nhiệm vụ.

### Tháng 3
- 16 tháng 3 - Vương quốc Liên hiệp Anh và Bắc Ireland chịu những tổn thất dân thường đầu tiên do oanh tạc trong chiến tranh bởi một cuộc đột kích bất ngờ của phi đội KG 26 ở Scapa Flow.
- 25 tháng 3 - chính phủ Hoa Kỳ đồng ý cho các công ty sản xuất máy bay trong nước bán máy bay chiến đấu cho các nước đang chống lại Khối trục.

### Tháng 4
- 9 tháng 4 - Đức xâm chiến Đan Mạch và Na Uy, quân Đức đã sử dụng lính dù rộng rãi trong cuộc tấn công này.
- 13 tháng 4 - Không quân Hoàng gia Anh bắt đầu triển khai các máy bay dọc bờ biển đối diện với các vùng đã bị quân Đức chiếm đóng.
- 24 tháng 4-28 - hàng không mẫu hạm HMS Glorious di tản những chiếc máy bay Gloster Gladiator của Phi đội số 263 Không quân Hoàng gia Anh khỏi Na Uy.

### Tháng 5
- 10 tháng 5 - Đức xâm lược Hà Lan, Bỉ và Luxembourg, Lính dù trở thanh chìa khóa dẫn đến thắng lợi.
- 13 tháng 5 - trực thăng Sikorsky VS-300, thực hiện chuyến bay đầu tiên.
- 15 tháng 5-16 - máy bay ném bom của Anh thực hiện cuộc tấn công đầu tiên vào các mục tiêu trong nước Đức, ở vùng Ruhr.

### Tháng 6
- 4 tháng 6 - BOAC bắt đầu mở đường bay Anh - Bồ Đào Nha một tuần 2 chuyến, liên kết với Pan Am bay tuyến đường Lisbon đến New York.
- 8 tháng 6 - sau một cuộc hành trình thứ 2 đến Na Uy, HMS Glorious đã bị đánh chìm bởi tàu tuần dương hạm của Đức (hoặc tàu chiến hạng nhẹ) là Scharnhorst và Gneisenau.
- 10 tháng 6 - Ý tuyên bố chiến tranh với Anh và các nước đồng minh, Ý bắt đầu cuộc tấn công trên không ở Malta.

### Tháng 7
- 10 tháng 7 - Trận Anh bắt đầu khi Đức tấn công các đoàn hộ tống ở Kênh Anh.

### Tháng 8
- 15 tháng 8 - các cuộc chiến máy bay lớn nổ ra trong Trận Anh, người Anh mất 46 chiếc, người Đức mất 76 chiếc.
- 25 tháng 8-26 - Không quân Hoàng gia Anh thực hiện cuộc tấn công Berlin lần đầu tiên trong chiến tranh.
- 31 tháng 8 - Phi đội Ba Lan 303, một trong những phi đội đồng minh hoạt động có hiệu quả nhất trong Cuộc chiến ở Anh, bắt đầu hoạt động.

### Tháng 9
- 7 tháng 9 - Hermann Göring ra lệnh cho Luftwaffe ra lệnh ngừng tấn công các mục tiêu là sân bay của Anh thay vào đó là tấn công London.
- 7 tháng 9 - 8 - trận chiến với số lượng lớn máy bay đã xảy ra trên không ở Anh, với 1.200 máy bay Anh và Đức tham chiến trong một vùng chỉ rộng có 24 x 48 km (15 x 30 miles).
- 15 tháng 9 - Đức thực hiện một cuộc tấn công ban ngày lớn nhất ở London.
- 30 tháng 9 - Trận Anh được thông báo kết thúc, và Kế hoạch Sư tử biển xâm lược Vương quốc Anh của Hitler bị trì hoãn vô thời hạn.

### Tháng 10
- 8 tháng 10 - Phi đội số 71 RAF, "Phi đội Đại bàng" được thành lập, kêu gọi sự phục vụ của người tình nguyện đến từ Mỹ.
- 8 tháng 10 - Josef František, phi công "át" Séc (17 lần bắn hạ máy bay địch) - một trong những phi công xuất sắc của đồng minh trong Trận Anh, chết trong một vụ va chạm máy bay.

### Tháng 11
- 5 tháng 11 - 4 phi đội RAF đã triển khai đến Hy Lạp, để bảo vệ Hy Lạp chống lại sự tấn công của Italia.
- 11 tháng 11 - những chuyến phà chở máy bay của Mỹ bắt đầu di qua Đại Tây Dương.
- 11 tháng 11 - 12 - những chiếc máy bay Fairey Swordfish từ tàu HMS Illustrious thực hiện một cuộc tấn công thành công vào các con tàu thuộc Regia Marina (hải quân Ý) ở Taranto, gây thiệt hại cho tàu chiến Conte di Cavour khiến nó phải sửa chữa rất lâu, và gây thiệt hại lớn cho 2 tàu khác, Littorio và Caio Duilio (Trận Taranto).
- 14 tháng 11-15 - 437 máy bay của Luftwaffe đã thực hiện một cuộc tấn công vào Coventry. 380 dân thường đã chết và 800 người bị thương.

### Tháng 12
- 29 tháng 12 - 30 - Luftwaffe {không quân Đức} thực hiện một cuộc tấn công phá hủy ở London, các vũ khí có thuốc nổ mạnh đã được sử dụng.

## Chuyến bay đầu tiên
- Ikarus Aero 2

Tháng 1
- 4 tháng 1 - Fairey Fulmar sản xuất máy bay N1854
- 13 tháng 1 - Yakovlev Ya-26, mẫu thử nghiệm của Yakovlev Yak-1

Tháng 2
- 24 tháng 2 - Hawker Typhoon mẫu thử nghiệm P5212

Tháng 3
- 20 tháng 3 - Armstrong Whitworth Albemarle mẫu thử nghiệm P1361

Tháng 5
- May 18 tháng 5 - SAAB B17
- May 29 tháng 5 - Vought XF4U-1

Tháng 8
- 28 tháng 8 - Caproni-Campini N.1, thermojet - máy bay có động cơ mạnh hơn

Tháng 9
- 7 tháng 9 - Blohm & Voss BV 222
- 14 tháng 9 - Miles M.20

Tháng 10
- 12 tháng 10 - Ilyushin TsKB-57, mẫu thử nghiệm Ilyushin Il-2
- 18 tháng 10 - Airspeed Fleet Shadower
- 26 tháng 10 - North American NA-73X, mẫu thử nghiệm P-51 Mustang

Tháng 11
- 25 tháng 11 - de Havilland Mosquito mẫu thử nghiệm W4050
- 29 tháng 11 - Junkers Ju 288

Tháng 12
- 7 tháng 12 - Fairey Barracuda mẫu thử nghiệm P1767
- 18 tháng 12 - Curtiss SB2C Helldiver

## Bắt đầu phục vụ
Tháng 2
- Blackburn Roc

Tháng 3
- Fairey Albacore trong Phi đội số 826 FAA

Tháng 5
- Dewoitine D.520 trong các phi đội Pháp

Tháng 7
- Fairey Fulmar trong Phi đội số 806 FAA
- Westland Whirlwind trong Phi đội số 263 RAF

Tháng 11
- Avro Manchester trong Phi đội số 207 RAF
- 23 tháng 11 - Handley Page Halifax trong Phi đội số 35 RAF